# Simbabwische Cricket-Nationalmannschaft in Neuseeland in der Saison 2011/12
Die Tour der simbabwischen Cricket-Nationalmannschaft nach Neuseeland in der Saison 2011/12 fand vom 26. Januar bis zum 14. Februar 2012 statt. Die internationale Cricket-Tour war Bestandteil der Internationalen Cricket-Saison 2011/12 und umfasste einen Test, drei ODIs und zwei Twenty20s. Neuseeland gewann die Test-Serie 1–0, die ODI-Serie 3–0 und die Twenty20-Serie 2–0.

## Stadien
Die folgenden Stadien wurden für die Tour als Austragungsort vorgesehen und am 24. Juni 2011 festgelegt.
| Stadion         | Stadt     | Kapazität | Spiele          |
| --------------- | --------- | --------- | --------------- |
| Eden Park       | Auckland  | 50.000    | 1. T20          |
| University Oval | Dunedin   | 6.000     | 1. ODI          |
| Seddon Park     | Hamilton  | 10.000    | 2. T20          |
| McLean Park     | Napier    | 22.500    | 1. Test; 3. ODI |
| Cobham Oval     | Whangārei | 5.500     | 2. ODI          |

## Kaderlisten
Simbabwe benannte seinen Kader am 12. Januar 2012.
Neuseeland benannte seinen Test-Kader am 16. Januar 2012 und seinen ODI- und Twenty20-Kader am 28. Januar 2012.
| Test | Test | ODI | ODI | Twenty20 | Twenty20 |
| Neuseeland | Simbabwe | Neuseeland | Simbabwe | Neuseeland | Simbabwe |
| --- | --- | --- | --- | --- | --- |
| - Ross Taylor (K) - Trent Boult - Doug Bracewell - Dean Brownlie - Martin Guptill - Chris Martin - Brendon McCullum (wk) - Tim Southee - Daniel Vettori - Kruger van Wyk (wk) - BJ Watling (wk) - Kane Williamson - Sam Wells | - Brendan Taylor (K) - Regis Chakabva - Elton Chigumbura - Graeme Cremer - Kyle Jarvis - Hamilton Masakadza - Shingirai Masakadza - Stuart Matsikenyeri - Tino Mawoyo - Keegan Meth - Forster Mutizwa - Ray Price - Tatenda Taibu (wk) - Brian Vitori - Malcolm Waller | - Brendon McCullum (K & wk) - Michael Bates - Doug Bracewell - Dean Brownlie - Andrew Ellis - Martin Guptill - Tom Latham (wk) - Nathan McCullum - Kyle Mills - Tarun Nethula - Rob Nicol - Jacob Oram - Tim Southee - Kane Williamson | - Brendan Taylor (K) - Regis Chakabva - Elton Chigumbura - Kyle Jarvis - Hamilton Masakadza - Shingirai Masakadza - Stuart Matsikenyeri - Tino Mawoyo - Keegan Meth - Forster Mutizwa - Ray Price - Tatenda Taibu (wk) - Prosper Utseya - Brian Vitori - Malcolm Waller | - Brendon McCullum (K & wk) - Michael Bates - Doug Bracewell - Dean Brownlie - James Franklin - Martin Guptill - Colin de Grandhomme - Ronnie Hira - Nathan McCullum - Tim Southee - Kyle Mills - Rob Nicol - Jacob Oram - Kane Williamson | - Brendan Taylor (K) - Regis Chakabva - Elton Chigumbura - Kyle Jarvis - Hamilton Masakadza - Shingirai Masakadza - Stuart Matsikenyeri - Tino Mawoyo - Keegan Meth - Forster Mutizwa - Ray Price - Tatenda Taibu (wk) - Prosper Utseya - Brian Vitori - Malcolm Waller |

## Tour Match
| 21. – 23. Januar Scorecard | Gisborne | New Zealand XI 272-7d (73.5) & 274-5 (62) | – | Zimbabweans 329 (107) |
|                            |          | Remis                                     |   |                       |

## Tests

### Erster Test in Napier
| 26. – 28. Januar Scorecard | Napier | Neuseeland 495-7d (123.4)                         | – | Simbabwe 51 (28.5) & 143 (48.3) (f/o) |
|                            |        | Neuseeland gewinnt mit einem Innings und 301 Runs |   |                                       |

## One-Day Internationals

### Erstes ODI in Dunedin
| 3. Februar Scorecard | Dunedin | Neuseeland 248 (48.3)          | – | Simbabwe 158 (41.1) |
|                      |         | Neuseeland gewinnt mit 90 Runs |   |                     |

### Zweites ODI in Whangārei
| 6. Februar Scorecard | Whangārei | Neuseeland 372-6 (50)           | – | Simbabwe 231-8 (50) |
|                      |           | Neuseeland gewinnt mit 141 Runs |   |                     |

### Drittes ODI in Napier
| 9. Februar Scorecard | Napier | Neuseeland 373-8 (50)           | – | Simbabwe 171 (44) |
|                      |        | Neuseeland gewinnt mit 202 Runs |   |                   |

## Twenty20 Internationals

### Erstes Twenty20 in Auckland
| 11. Februar Scorecard | Auckland | Simbabwe 159-8 (20)              | – | Neuseeland 160-3 (16.5) |
|                       |          | Neuseeland gewinnt mit 7 Wickets |   |                         |

### Zweites Twenty20 in Hamilton
| 14. Februar Scorecard | Hamilton | Simbabwe 200-2 (20)              | – | Neuseeland 202-5 (19.4) |
|                       |          | Neuseeland gewinnt mit 5 Wickets |   |                         |

## Statistiken
Die folgenden Cricketstatistiken wurden bei dieser Tour erzielt.
| Test             | Test       | Test    | Test    | Test    | Test    | Test    | Test    | Test    |
| Batting          | Batting    | Batting | Batting | Batting | Batting | Batting | Batting | Batting |
| Spieler          | Mannschaft | Spiele  | Innings | Runs    | Average | HS      | 100s    | 50s     |
| ---------------- | ---------- | ------- | ------- | ------- | ------- | ------- | ------- | ------- |
| Ross Taylor      | Neuseeland | 1       | 1       | 122     |         | 122*    | 1       | 0       |
| BJ Watling       | Neuseeland | 1       | 1       | 102     |         | 102*    | 1       | 0       |
| Brendon McCullum | Neuseeland | 1       | 1       | 83      | 83,00   | 83      | 0       | 1       |
| Regis Chakabva   | Simbabwe   | 1       | 2       | 66      | 33,00   | 63      | 0       | 1       |
| Martin Guptill   | Neuseeland | 1       | 1       | 51      | 51,00   | 51      | 0       | 1       |
| Bowling          |            |         |         |         |         |         |         |         |
| Spieler          | Mannschaft | Spiele  | Overs   | Wickets | Average | BBI     | 5W      | 10W     |
| Chris Martin     | Neuseeland | 1       | 14.3    | 8       | 3,87    | 6/26    | 1       | 0       |
| Doug Bracewell   | Neuseeland | 1       | 16      | 5       | 7,60    | 3/26    | 0       | 0       |
| Tim Southee      | Neuseeland | 1       | 11.5    | 2       | 14,00   | 2/8     | 0       | 0       |
| Trent Boult      | Neuseeland | 1       | 18      | 2       | 19,50   | 2/24    | 0       | 0       |
| Graeme Cremer    | Simbabwe   | 1       | 22      | 2       | 56,00   | 2/112   | 0       | 0       |

| ODIs             | ODIs       | ODIs    | ODIs    | ODIs    | ODIs    | ODIs    | ODIs    | ODIs    |
| Batting          | Batting    | Batting | Batting | Batting | Batting | Batting | Batting | Batting |
| Spieler          | Mannschaft | Spiele  | Innings | Runs    | Average | HS      | 100s    | 50s     |
| ---------------- | ---------- | ------- | ------- | ------- | ------- | ------- | ------- | ------- |
| Martin Guptill   | Neuseeland | 3       | 3       | 232     | 77,33   | 85      | 0       | 3       |
| Rob Nicol        | Neuseeland | 3       | 3       | 207     | 69,00   | 146     | 1       | 1       |
| Brendon McCullum | Neuseeland | 3       | 3       | 142     | 47,33   | 119     | 1       | 0       |
| Brendan Taylor   | Simbabwe   | 3       | 3       | 127     | 42,33   | 65      | 0       | 2       |
| Tatenda Taibu    | Simbabwe   | 3       | 3       | 96      | 32,00   | 50      | 0       | 1       |
| Bowling          |            |         |         |         |         |         |         |         |
| Spieler          | Mannschaft | Spiele  | Overs   | Wickets | Average | BBI     | 5W      | 10W     |
| Rob Nicol        | Neuseeland | 3       | 8.1     | 5       | 8,80    | 4/19    | 0       | 0       |
| Kyle Mills       | Neuseeland | 2       | 16      | 5       | 10,60   | 3/26    | 0       | 0       |
| Shingi Masakadza | Simbabwe   | 2       | 17.3    | 5       | 22,80   | 4/46    | 0       | 0       |
| Prosper Utseya   | Simbabwe   | 2       | 20      | 4       | 29,50   | 3/71    | 0       | 0       |
| Kyle Jarvis      | Simbabwe   | 3       | 27      | 4       | 43,00   | 2/41    | 0       | 0       |

| Twenty20s          | Twenty20s  | Twenty20s | Twenty20s | Twenty20s | Twenty20s | Twenty20s | Twenty20s | Twenty20s |
| Batting            | Batting    | Batting   | Batting   | Batting   | Batting   | Batting   | Batting   | Batting   |
| Spieler            | Mannschaft | Spiele    | Innings   | Runs      | Average   | HS        | 100s      | 50s       |
| ------------------ | ---------- | --------- | --------- | --------- | --------- | --------- | --------- | --------- |
| Hamilton Masakadza | Simbabwe   | 2         | 2         | 115       | 57,50     | 62        | 0         | 2         |
| Martin Guptill     | Neuseeland | 1         | 1         | 91        |           | 91*       | 0         | 1         |
| Brendan Taylor     | Simbabwe   | 2         | 2         | 78        | 78,00     | 75*       | 0         | 1         |
| Elton Chigumbura   | Simbabwe   | 2         | 2         | 77        | 77,00     | 48        | 0         | 0         |
| Rob Nicol          | Neuseeland | 2         | 2         | 68        | 34,00     | 56        | 0         | 1         |
| Kane Williamson    | Neuseeland | 2         | 2         | 68        | 68,00     | 48        | 0         | 0         |
| Bowling            |            |           |           |           |           |           |           |           |
| Spieler            | Mannschaft | Spiele    | Overs     | Wickets   | Average   | BBI       | 5W        | 10W       |
| Kyle Jarvis        | Simbabwe   | 2         | 7         | 4         | 16,75     | 2/32      | 0         | 0         |
| Michael Bates      | Neuseeland | 2         | 8         | 4         | 19,50     | 3/31      | 0         | 0         |
| Elton Chigumbura   | Simbabwe   | 2         | 4         | 2         | 19,50     | 2/23      | 0         | 0         |
| Ronnie Hira        | Neuseeland | 2         | 7         | 2         | 26,50     | 1/22      | 0         | 0         |
| Kyle Mills         | Neuseeland | 2         | 8         | 2         | 36,00     | 2/32      | 0         | 0         |

## Player of the Match
Als Player of the Match wurden die folgenden Spieler ausgezeichnet.
| Spiel   | Player of the Match |
| ------- | ------------------- |
| 1. Test | Chris Martin        |
| 1. ODI  | Martin Guptill      |
| 2. ODI  | Rob Nicol           |
| 3. ODI  | Brendon McCullum    |
| 1. T20  | Martin Guptill      |
| 2. T20  | James Franklin      |